# ケーニヒスベルク・イン・バイエルン
ケーニヒスベルク・イン・バイエルン（ドイツ語: Königsberg in Bayern）は、ドイツのバイエルン州ウンターフランケン行政管区ハースベルゲ郡にある町。ハースフルトの北東7キロメートル、バンベルクの北西31キロメートルに位置する。
ザクセン＝ヒルトブルクハウゼンを経て、1918年までザクセン＝コーブルク＝ゴータ公国の飛び地であった。

## ゆかりの人物
- レギオモンタヌス（1436年 - 1476年） 天文学者。本名ヨハネス・ミュラー[2]
- ヨハネス・マルセルス（1510年 - 1552年） 人文学者、詩人。同様に「レギオモンタヌス」を称した
- ヴォルフガング・カール・ブリーゲル（1626年 - 1712年） オルガン奏者、教師、作曲家
- フリードリヒ・ハインリヒ・フォン・ゼッケンドルフ（1673年 - 1763年） 神聖ローマ帝国の元帥、外交官[3]